# Esqui cross-country nos Jogos Paralímpicos de Inverno de 2010 - Revezamento 1x4 km + 2x5 km masculino
A competição revezamento 1x4km + 2x5km masculino nos Jogos Paraolímpicos de Inverno de 2010 foi disputada no Parque Paraolímpico de Whistler em 20 de março, às 12:00, hora de Vancouver.

## Medalhistas
|  | RUS Rússia                                      |  | UKR Ucrânia                                           |  | NOR Noruega                                         |
|  | Sergey Shilov Kirill Mikhaylov Nikolay Polukhin |  | Iurii Kostiuk Grygorii Vovchinskyi Vitaliy Lukyanenko |  | Trygve Toskedal Larsen Vegard Dahle Nils-Erik Ulset |

## Resultados
| Pos.              | Nº | Atleta                                                             | Tempo   | Diferença |
| ----------------- | -- | ------------------------------------------------------------------ | ------- | --------- |
| Medalha de ouro   | 2  | RUS Rússia Sergey Shilov Kirill Mikhaylov Nikolay Polukhin         | 38:54.8 |           |
| Medalha de prata  | 3  | UKR Ucrânia Iurii Kostiuk Grygorii Vovchinskyi Vitaliy Lukyanenko  | 39:16.7 | +21.9     |
| Medalha de bronze | 1  | NOR Noruega Trygve Toskedal Larsen Vegard Dahle Nils-Erik Ulset    | 39:49.9 | +55.1     |
| 4                 | 7  | BLR Bielorrússia Barys Pronka Siarhei Silchanka Vasili Shaptsiaboi | 41:20.1 | +2:25.3   |
| 5                 | 6  | JPN Japão Kozo Kubo Yoshihiro Nitta Keiichi Sato                   | 41:48.8 | +2:54.0   |
| 6                 | 4  | FRA França Georges Bettega Thomas Clarion Yannick Bourseaux        | 42:10.8 | +3:16.0   |
| 7                 | 8  | CAN Canadá Sebastien Fortier Tyler Mosher Mark Arendz              | 43:52.0 | +4:57.2   |
| 8                 | 5  | CHN China Fu Chunshan Cheng Shishuai Zou Dexin                     | 44:06.6 | +5:11.8   |

Legenda
| Recorde mundial      | Recorde mundial (World record)               |                       | Recorde africano                      | Recorde africano (African) |                                           | Q | Classificado por posição (Qualified) |
| Recorde olímpico     | Recorde olímpico (Olympic record)            | Recorde da América    | Recorde da América (Americas)         | q                          | Classificado por melhor tempo (Qualified) |   |                                      |
| Melhor marca do ano  | Melhor marca do ano (World leading)          | Recorde asiático      | Recorde asiático (Asian)              | DNS                        | Não largou (Did not start)                |   |                                      |
| Recorde nacional     | Recorde nacional (National record)           | Recorde europeu       | Recorde europeu (European)            | DNF                        | Não terminou (Did not finish)             |   |                                      |
| Recorde pessoal      | Recorde pessoal do atleta (Personal best)    | Recorde da Oceania    | Recorde da Oceania (Oceania)          | DSQ / DQ                   | Desclassificado (Disqualified)            |   |                                      |
| Recorde da temporada | Recorde da temporada do atleta (Season best) | Recorde sul-americano | Recorde sul-americano (South America) | NM                         | Sem marca (No mark)                       |   |                                      |